# Satu Nou (okręg Jassy)
Satu Nou – wieś w Rumunii, w okręgu Jassy, w gminie Belcești. W 2011 roku liczyła 1889 mieszkańców.